# Inferno (Doctor Who)
Inferno é o quarto e último serial da sétima temporada clássica da série de ficção científica britânica Doctor Who, que foi transmitido originalmente na BBC1 em sete partes semanais entre 9 de maio e 20 de junho de 1970. Foi escrito por Don Houghton e dirigido por Douglas Camfield e Barry Letts.
Na história, o viajante do tempo alienígena conhecido como o Terceiro Doutor (Jon Pertwee) transporta-se "de lado no tempo" para um mundo paralelo, onde um projeto de perfuração inglês causa quantidades catastróficas de calor e força a ser solta quando se penetra na crosta da Terra.
Este serial também foi a última aparição regular de Caroline John no papel de Liz Shaw.

## Enredo
O Terceiro Doutor e a UNIT são chamados para investigar um assassinato no Projeto Inferno, uma tentativa para perfurar a crosta terrestre para aproveitar grandes energias dentro do núcleo do planeta. Parece que a perfuração está produzindo uma lama verde que transforma todos os que a tocam em criaturas humanoides selvagens chamadas "primords", que só podem ser mortas por frio extremo. Sem o conhecimento de ninguém, o líder do projeto, o professor Stahlman foi infectado e está nos estágios iniciais da mudança. Depois de brigar com Stahlman, o Doutor tenta um experimento no console da TARDIS, mas um acidente o transporta para um espaço-tempo paralelo continuo.
Neste novo universo, onde a Grã-Bretanha é uma ditadura fascista, o Doutor é capturado e interrogado pela contraparte do Brigadeiro Lethbridge-Stewart, um comandante militar sádico conhecido como Líder da Brigada, juntamente com a contraparte da acompanhante do Doutor, Liz, que neste universo se tornou uma oficial militar em vez de cientista. Quando a broca penetra na crosta terrestre, ela libera imensas quantidades de calor e gases venenosos, juntamente com mais gosma, que a contrapartida de Stahlman usa para transformar a maioria da equipe do projeto em mais primords. O Doutor determina que as energias liberadas do núcleo acabarão desintegrando o planeta e é capaz de persuadir os membros sobreviventes do projeto a ajudá-lo a retornar à sua própria dimensão e evitar uma catástrofe semelhante. Eles acabam conseguindo restaurar o poder do console da TARDIS, apesar dos repetidos ataques dos primords, mas a contraparte de Liz é forçada a matar o Líder da Brigada quando ele trai o Doutor, que escapa por pouco enquanto a instalação do Projeto Inferno é destruída por uma enorme erupção vulcânica.
De volta à sua própria realidade, o Doutor tenta urgentemente interromper a perfuração, mas, como na outra realidade, seus avisos são ignorados. Desta vez, no entanto, o ritmo mais lento da perfuração significa que Stahlman se transforma completamente em um primord antes que a crosta seja penetrada, e depois que o Doutor o mata com um extintor de incêndio, a perfuração é interrompida a tempo de evitar desastres. Satisfeito com o fato de o console da TARDIS agora estar funcionando novamente, o Doutor tenta partir, apenas para terminar aterrissando em um depósito de lixo local.

## Produção
O roteirista Don Houghton era amigo pessoal do editor de roteiros de Doctor Who, Terrance Dicks: eles haviam trabalhado juntos para Lew Grade na ATV na década de 1960, na soap opera Crossroads. Durante uma viagem de trem, Houghton discutiu com Dicks sua ideia para um serial baseado no projeto de perfuração na vida real conhecido como Projeto Mohole. As limitações orçamentárias acabaram por levar ao conceito de mundo paralelo, para que os mesmos atores e cenários pudessem ser usados por sete episódios, em vez dos quatro episódios projetados por Houghton, a fim de reduzir custos.
Apesar de Douglas Camfield ter recebido crédito exclusivo como diretor, os episódios 3 a 7 foram dirigidos pelo produtor Barry Letts depois que Camfield teve um pequeno ataque cardíaco em 27 de abril de 1970. Letts depois afirmou que como os preparativos de Camfield eram tão meticulosos, ele apenas seguiu os planos dele para os episódios 3 e 4, mas os três últimos episódios foram em grande parte obra dele. Camfield permaneceu creditado como diretor, pois os regulamentos da BBC na época proibiam Letts de receber mais de um papel na produção (como produtor e diretor), mas, mais importante, Letts não queria que a doença de Camfield se tornasse amplamente conhecida para que não prejudicar sua carreira.
O retrato de John Levene do Sargento Benton como um primord foi inspirado na peça Ricardo III de Shakespeare (por causa da corcunda da criatura do primord).
Caroline John disse que gostou do seu papel como líder de seção Elizabeth Shaw, pois foi divertido interpretar Liz como uma "vilã". Ela também disse que odiava fazer as cenas em que estava interpretando seu papel habitual, porque era chato comparado a interpretar o personagem paralelo. Ela ficou chateada com a cena em que Shaw atira em Lethbridge-Stewart, pois estava grávida na época. Como resultado, a cena foi gravada com o disparo acontecendo fora de tela, apenas com Shaw sendo mostrada colocando a arma no coldre. Sua gravidez também tornou impossível para ela continuar no show, e esse foi seu último serial em Doctor Who.
Durante as cenas ambientadas na Terra paralela, imagens do líder da República Britânica são vistas em pôsteres. A imagem usada é a do designer de efeitos visuais da BBC, Jack Kine, em homenagem à adaptação da BBC do romance Mil Novecentos e Oitenta e Quatro de George Orwell, na qual o rosto do Grande Irmão era na verdade o do chefe de design de televisão da BBC Roy Oxley (Kine havia trabalhado nos efeitos visuais dessa produção).
O episódio 6 apresenta uma pequena seção danificada na fita de vídeo NTSC americana, que foi usada como fonte do sinal colorido para a restauração, que a equipe de restauração de Doctor Who substituiu recolorindo a seção apropriada da gravação de filmes em preto e branco.

### Locações
As cenas externas usadas nesta produção foram filmadas em Kingsnorth Industrial Estate, em Medway, Kent, que foi o cenário do Projeto Inferno.

### Música
O diretor Douglas Camfield optou por não encomendar nenhuma nova música incidental para o serial, mas, em vez disso, fez uso das gravações da biblioteca existentes por membros da BBC Radiophonic Workshop.

### Elenco
Christopher Benjamin, que interpreta Sir Keith Gold, apareceu posteriormente como Henry Gordon Jago em The Talons of Weng-Chiang (1977), e como Coronel Hugh Curbishley em "The Unicorn and the Wasp" (2008). Ele também interpretou Tardelli no áudio Grand Theft Cosmos. Mais recentemente, ele voltou a interpretar o personagem Henry Gordon Jago em uma longa série de audio-dramas intitulados Jago & Litefoot, com base na situação estabelecida em The Talons of Weng-Chiang.
O papel de Petra Williams foi dado a Sheila Dunn quando Kate O'Mara não estava disponível para interpretar o papel. O'Mara, anos depois, seria escalado como a Rani, uma Senhora do Tempo renegada. Dunn era a esposa do diretor pretendido dessa história, Douglas Camfield, e já havia aparecido duas vezes antes em Doctor Who, em The Invasion (1968) e The Daleks' Master Plan (1965–66).
Ian Fairbairn havia aparecido anteriormente como Questa em The Macra Terror (1967) e como Gregory em The Invasion, e posteriormente apareceria como Doutor Chester em The Seeds of Doom (1976).
Derek Newark (Greg Sutton) já havia interpretado Za no primeiro serial de Doctor Who, An Unearthly Child, em 1963.
O dublê Alan Chuntz sofreu uma lesão grave na perna no episódio 3, quando foi atropelado pelo carro que Jon Pertwee estava dirigindo. Pertwee se sentiu tão mal com isso que ficou doente, o que ameaçou interromper as filmagens.

## Transmissão e recepção
| Episódio | Título       | Duração | Exibição original   | Audiência no Reino Unido (milhões) | Arquivo                        |
| -------- | ------------ | ------- | ------------------- | ---------------------------------- | ------------------------------ |
| 1        | "Episódio 1" | 23:21   | 9 de maio de 1970   | 5,7                                | RSC convertido (NTSC para PAL) |
| 2        | "Episódio 2" | 22:04   | 16 de maio de 1970  | 5,9                                | RSC convertido (NTSC para PAL) |
| 3        | "Episódio 3" | 24:34   | 23 de maio de 1970  | 4,8                                | RSC convertido (NTSC para PAL) |
| 4        | "Episódio 4" | 24:57   | 30 de maio de 1970  | 6,0                                | RSC convertido (NTSC para PAL) |
| 5        | "Episódio 5" | 23:42   | 6 de junho de 1970  | 5,4                                | RSC convertido (NTSC para PAL) |
| 6        | "Episódio 6" | 23:32   | 13 de junho de 1970 | 5,7                                | RSC convertido (NTSC para PAL) |
| 7        | "Episódio 7" | 24:33   | 20 de junho de 1970 | 5,5                                | RSC convertido (NTSC para PAL) |

Em 2009, Mark Braxton, da Radio Times, elogiou a atmosfera intensa, com uma trama "boa, assustadora e cautelosa". No entanto, ele observou que os primords não tinham o melhor design e sua relação com os eventos não foi esclarecida. Revendo o lançamento da edição especial em DVD, Dave Golder, da SFX, deu ao serial quatro de cinco estrelas. Ele escreveu que a trama do universo alternativo que foi (erroneamente citada como sendo) adicionada para estender a história era "a melhor coisa sobre ela" e a trama real parecia "um pequeno filme B em comparação, mas ... continua sendo uma porção estilosa e cheia de ação [do Doutor] de Pertwee.
Ian Jane, do DVD Talk, classificou Inferno com três estrelas e meia de cinco, elogiando o elenco e os valores de produção "decentes". Jane observou que a história teve um começo lento, mas uma vez que o ritmo acelerou, tornou-se "alto entretenimento". Em 2008, o Daily Telegraph nomeou Inferno como um dos dez melhores episódios de Doctor Who de todos os tempos.  Charlie Jane Anders do io9 listou o cliffhanger do sexto episódio como um dos melhores de Doctor Who em um artigo de 2010. Den of Geek listou o serial como um exemplo de bom design de som e música.
Este serial foi julgado por uma pesquisa de fãs da Doctor Who Magazine em 2009 como a melhor história da era do Terceiro Doutor e o 31ª da série (de um total de 200 histórias). Uma pesquisa semelhante realizada em 2014 classificou Inferno como a 18ª maior história de todos os tempos.

## Lançamentos comerciais

### Na impressão
Um romance deste serial, escrito por Terrance Dicks, foi publicada pela Target Books em janeiro de 1974.

### Home media
As fitas de vídeo PAL de 625 linhas originais foram apagadas para reutilização em meados da década de 1970. A BBC Enterprises manteve as gravações em preto e branco feitas para vendas no exterior. Em 1985, um conjunto de fitas de vídeo NTSC de 525 linhas com qualidade de transmissão foi devolvido do Canadá. Devido às complexidades da conversão, as reconversões originais de volta para PAL de 625 linhas deixaram a imagem um pouco turva e desbotada quando a história foi lançada em VHS no Reino Unido em maio de 1994. Antes disso, o episódio 7 da história havia sido incluído no lançamento do VHS de 1992, The Pertwee Years (junto com os episódios finais de The Dæmons e Frontier in Space). Quando Inferno foi lançada em DVD na região 2 em 19 de junho de 2006, no entanto, a qualidade da imagem foi acentuadamente aprimorada com o uso do procedimento "Conversão de padrões reversos". Este serial também foi lançada como parte do Doctor Who DVD Files na edição 44 em 8 de setembro de 2010.
Um relançamento em edição especial da história foi lançado em 27 de maio de 2013. Utiliza a mesma técnica empregada no DVD da edição especial de The Claws of Axos: as informações de cores da Conversão de padrões reversos foram combinadas com informações de luminância de uma remasterização corrigida geometricamente da gravação de filmes em preto e branco de 16 mm, com o VidFIRE aplicado às cenas internas do estúdio para recriar a aparência entrelaçada de 50 campos. A imagem resultante é mais nítida que a versão RSC.
As fitas de vídeo canadenses incluem uma cena adicional no episódio 5 que não foi originalmente transmitida no Reino Unido, mas foi retida para exibição no exterior (e também apareceu nas transmissões na Gold no Reino Unido e no lançamento em VHS da BBC Video).